# Route der Industriekultur Rhein-Main Hattersheim am Main

Logo der Route der Industriekultur Rhein-Main

Die Route der Industriekultur Rhein-Main Hattersheim am Main ist eine Teilstrecke der Route der Industriekultur Rhein-Main in der hessischen Stadt Hattersheim am Main. Das Projekt versucht Denkmäler der Industriegeschichte im Rhein-Main-Gebiet zu erschließen.

## Liste der Route in Hattersheim am Main
- Bahnhof Hattersheim am Main
- Alter Posthof (Hattersheim am Main)
- Nassauer Hof (Hattersheim am Main)
- Albert Horn Söhne GmbH & Co. KG
- Deutsche Präzisions-Ventil GmbH
- Innovationspark (Hattersheim am Main)
- Farbbrüher
- Wasserwerk (Hattersheim am Main)
- Staustufe Eddersheim und Schleusensiedlung in Eddersheim
- Anton-Flettner-Villa Anton Flettner in Eddersheim
- Hilscher Gesellschaft für Systemautomation in Okriftel
- ehemalige Phrix Cellulose- und Papierfabrik (Okriftel)
- Altes Kino (Okriftel)
- ehemalige Ölmühle (Hattersheim am Main)
- Sarotti Schokoladenfabrik
- Urbansmühle
- Die Siedlung südlich der Bahn in Hattersheim am Main
- Schwarzbachbrücke
- Postamt (Hattersheim am Main)
- Rhein-Main-Wellpappe GmbH
- Freibad Hattersheim